# Mein Land
«Mein Land» (с нем. — «Моя земля / Моя страна / Мой остров») — двадцать четвёртый сингл группы Rammstein и первый сингл со сборника Made in Germany 1995–2011, выпущенного 2 декабря 2011 года.
Демозапись этой песни появилась в Интернете 11 июня 2011 года, но версия, представленная на сингле, звучит несколько иначе, также были добавлены строчки к тексту. Помимо самой композиции «Mein Land», на сингле появились английская версия песни («My Country»), ремикс от Mogwai и ранее не издававшаяся песня «Vegriss uns nicht» (с нем. — «Не забывай нас»).

## Видеоклип
Видеоклип на песню «Mein Land» был снят 23 мая 2011 Юнасом Окерлундом на побережье Лос-Анджелеса. Это уже четвёртый клип, снятый этим режиссёром. Премьера клипа состоялась 11 ноября 2011 года на официальном сайте группы. В начале клип представлен как фильм 60-70-х годов, с неуклюжими спецэффектами (серфинг на фоне хромакея и брызги воды из ведра, прыгающие буквы) В начале действие клипа происходит якобы в 1964 году, участники группы участвуют в веселой пляжной вечеринке, в стилистике того времени. В конце клипа показывается уже 2012 год. Тот же самый пляж, показана современная пляжная вечеринка и концерт группы Rammstein уже со своими современными спецэффектами (искры, огнеметы и взрывы). Участники группы представлены в новом гриме.

## Живое исполнение
Песня исполнялась всего 2 раза на закрытых концертах в Берлине 27 октября и 29 октября 2011 года. Однако в основной сет-лист Made in Germany тура не вошла. Аудио и видеозаписей в живом исполнении нет.

## Список композиций
| №  | Название                     | Длительность |
| -- | ---------------------------- | ------------ |
| 1. | «Mein Land»                  | 3:53         |
| 2. | «Vergiss Uns Nicht»          | 4:10         |
| 3. | «My Country» (The Boss Hoss) | 4:08         |
| 4. | «Mein Land» (Mogwai Remix)   | 4:30         |

## Над синглом работали
- Тилль Линдеманн — вокал
- Рихард Круспе — соло-гитара, бэк-вокал
- Пауль Ландерс — ритм-гитара, бэк-вокал
- Оливер Ридель — бас-гитара
- Кристоф Шнайдер — ударные
- Кристиан Лоренц — клавишные